# 九龙乡 (突泉县)
九龙乡，是中华人民共和国内蒙古自治区兴安盟突泉县下辖的一个乡镇级行政单位。

## 行政区划
九龙乡下辖以下地区：
九龙村、莲花村、新风村、永丰村、长春岭村、东兴村、十家子村、九福村、九顶村、黄花村、兴安堡村、龙门村和吴家店村。